# Andromeda (Mannelli)
Andromeda è un'opera di Francesco Mannelli, rappresentata per la prima volta nel febbraio 1637 presso il Teatro San Cassiano di Venezia, su libretto di Benedetto Ferrari. La partitura è andata perduta e ne rimane solo il libretto, corredato di numerose notazioni sullo spettacolo.

## Storia
Andromeda fu la prima opera rappresentata al di fuori dei teatri di corte o comunque privati. Essa ha pertanto grande importanza storica, in quanto segnò il passaggio ad un diverso tipo di committenza (intorno alla metà del secolo vennero aperti numerosi teatri pubblici, una dozzina attivi a Venezia). I sonetti dedicati ad autori e interpreti, pubblicati insieme al libretto, sottolineano questo passaggio.
La rappresentazione venne finanziata dagli autori e la compagnia era formata da alcuni strumentisti, tra i quali lo stesso autore del libretto, che suonava la tiorba e fu probabilmente il "direttore" della rappresentazione, e da sette cantanti, tra i quali lo stesso Mannelli, che cantò nei ruoli di Nettuno e di Astarco Magno, e sua moglie Maddalena, che faceva parte di una compagnia itinerante insieme ad altri due interpreti, Girolamo Medici e Anselmo Marconi. Gli altri cantanti furono i coristi della Cappella Marciana.

## Trama
L'argomento, tratto dalla mitologia greca, racconta l'episodio della liberazione di Andromeda ad opera di Perseo e il racconto si svolge attraverso le apparizioni di diverse divinità che narrano gli eventi: compaiono in successione Aurora, Giunone, Mercurio, Nettuno, e di nuovo Giunone insieme a Giove, seduti in trono. Infine il salvataggio si svolge nell'ultima scena del terzo atto.
Alla fine di ogni atto lo spettacolo è arricchito da balli e brani strumentali e si chiude con la celebrazione dell'incontro dei due protagonisti.